# José Arechabala S.A.
José Arechabala S.A. (fundada como La Vizcaya, en 1878) fue uno de los mayores grupos empresariales en el ámbito del azúcar y las bebidas alcohólicas de Cuba, que tenía su sede en Cárdenas, Matanzas, y que fue particularmente famoso por el lanzamiento y producción del  ron Havana Club desde 1934 hasta 1960.

## Historia

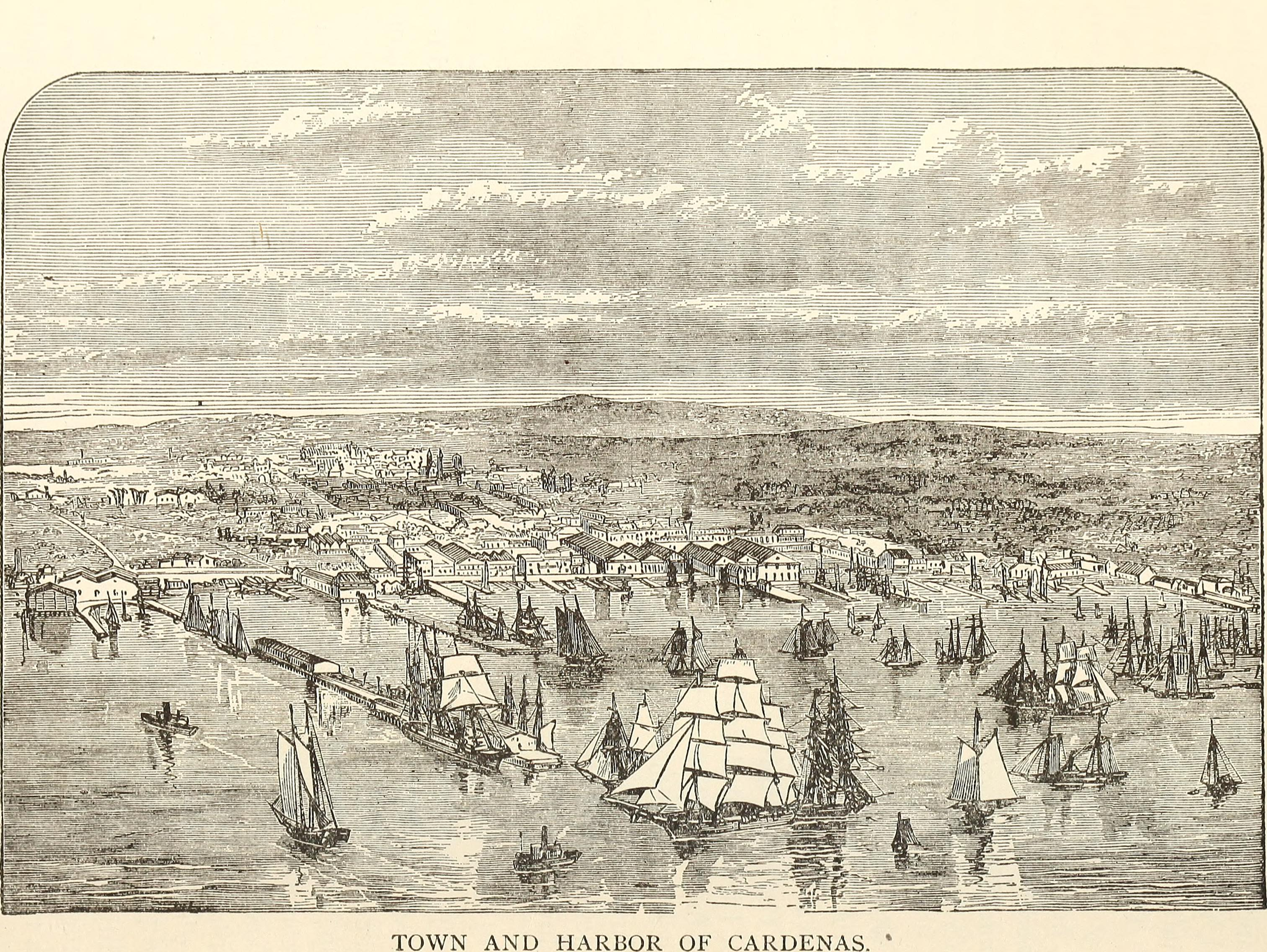
Bahía de Cárdenas hacia 1900.

José Arechabala Aldama fundó una destilería con el nombre de la Vizcaya en 1878 en Cárdenas, Matanzas, Cuba para aprovechar el residuo del refinado del azúcar para producir ron y otros destilados, además de prestar servicios logísticos en el puerto de Cárdenas (almacenes y transportes marítimos). Su rápido desarrollo le permitió afrontar las pérdidas producidas por el huracán Faquineto en 1888, que ascendieron a unos 50.000 pesos de la época (unos 2 millones de dólares actuales). Su expansión continuó a pesar de la guerra cubana de independencia (donde Cárdenas fue la primera plaza bombardeada por EE. UU.), la propia independencia de Cuba de España y la crisis que azotó a la isla aquellos años.
El grupo continuaba creciendo incluyendo nuevos negocios conforme se iban requiriendo, todos ellos en el entorno de Cárdenas, y participando en las mejoras sociales de la ciudad, como el alumbrado eléctrico público, puesto en marcha en 1889 y en el que la compañía tomó parte muy activa. Para 1919, el grupo contaba con una planta eléctrica, refinerías de azúcar y planta de tonelería, además de la destilería (que producía diariamente 23.600 litros de ron y 80.000 de otros destilados), goletas y almacenes que seguía gestionando.
El 18 de enero de 1921 se consolidaron los distintos negocios bajo la razón social de José Arechabala S.A., de quien el fundador fue presidente y su yerno (y sobrino) José Arechabala Sainz director. Las instalaciones de la compañía en la ribera de Cárdenas ocupaban ya 600.000 metros cuadrados. 
A la muerte en 1923 de José Arechabala Aldama se sucedieron el asesinato de su sucesor como presidente José Arechabala Sainz en septiembre de 1924 y la muerte del sucesor de éste, otro yerno del fundador, Gabriel Malet, en 1926. Entonces se hicieron cargo de la empresa Tomás Pita y Álvarez como presidente y José Fermín Iturrioz y Llaguno como director. En aquellos años seguía vigente la Ley Seca en Estados Unidos lo que impedía exportar ningún producto alcohólico a aquel mercado, aunque gracias a las negociaciones llevadas a cabo con el gobierno americano (en las que José Arechabala S.A. tuvo parte importante) se consiguió asegurar una cuota del 22% de importaciones de azúcar a EE. UU., que se distribuía proporcionalmente entre los refinadores cubanos. En 1932 Cuba exportó a EE.UU. 435.000 toneladas de azúcar de las cuales José Arechabala S.A. exportó el 30%.

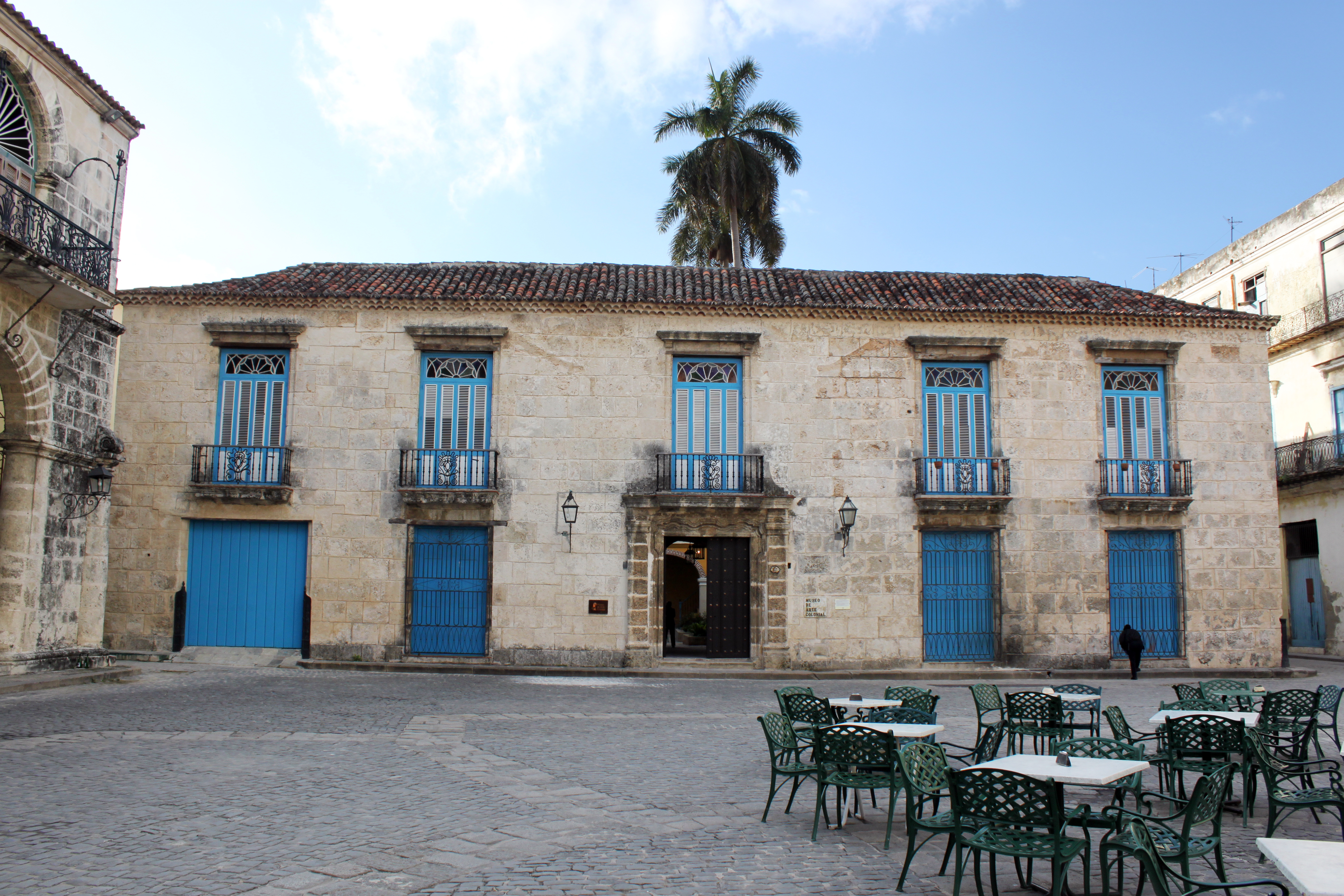
Palacio de los Condes de Bayona, donde Arechabala estableció su Bar Privado Havana Club, enfrente de la Catedral de La Habana.

Cuando se intuía la derogación de la Ley Seca, que finalmente se produjo en diciembre de 1933, otro huracán (de categoría 5, la máxima en la escala de Saffir-Simpson) azotó la costa cardenense el 1 de septiembre de 1933 produciendo numerosos destrozos y cientos de muertes. Arechabala sufrió entonces pérdidas por encima de los 500.000 pesos.
La empresa supo rehacerse de manera vertiginosa y el 19 de marzo de 1934 (con motivo de la onomástica del fundador) se inauguraba una nueva planta de producción que supuso el lanzamiento del ron Havana Club y del Doubloon Rum con destino el mercado americano. El ron Havana Club de la casa Arechabala se convirtió rápidamente en la referencia del ron cubano por el mundo. El 29 de mayo de 1935 José Arechabala S.A. estableció sus oficinas y su Bar Privado (el “Havana Club”) en la plaza de la Catedral de La Habana, el cual inmediatamente fue uno de los principales lugares de encuentro para turistas y locales en La Habana, como atestiguan la recepción al Athletic de Bilbao, campeón de la liga en 1935, el mismo julio de aquel año, o la visita de la oficialidad del Juan Sebastián Elcano en su IX crucero de instrucción, en abril de 1936.

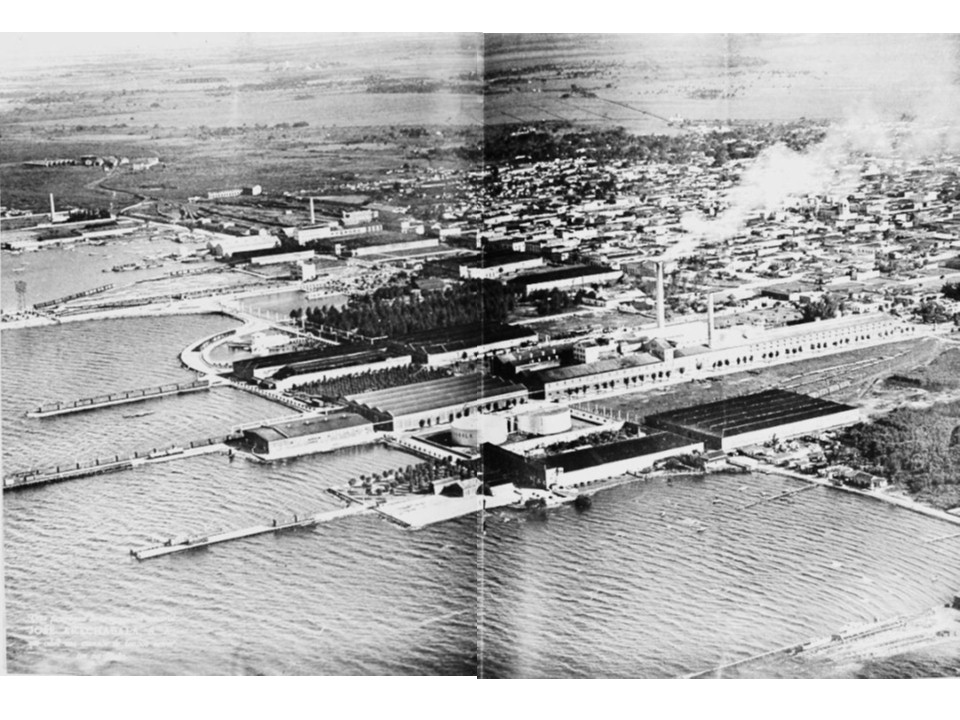
Vista aérea parcial de las instalaciones de José Arechabala S.A. en Cárdenas.

En los años 40 y 50, el grupo continuó su expansión, incluyendo otros negocios como una planta de confituras, producción de combustibles, astilleros, planta de levadura o incluso una planta de papel del bagazo de la caña de azúcar, cuya construcción comenzó en 1956. Para entonces refinaba 1.000.000 de libras de azúcar, se purificaban 200.000 galones de agua y se destilaban 125.000 litros de alcohol diarios, mientras que la sección de fermentación tenía capacidad de 4.000.000 de litros y las soleras añejaban de manera permanente 2.000.000 litros.
En 1953, con motivo del 75.º aniversario de la fundación, se lanzó el ron Arechabala 75, con más de 10 años de envejecimiento en barrica, y que por entonces era el culmen del ron cubano, aprovechando la gran tradición ronera de Arechabala, junto con aguardientes y rones añejados largo tiempo en sus soleras.

## Expolio y olvido
El 31 de diciembre de 1959, un grupo de hombres armados liderados por Calixto López irrumpieron en las oficinas de José Arechabala S.A. y obligaron a todo el personal a abandonar las instalaciones bajo amenazas. Jose Miguel y Ramón Arechabala, quienes se encontraban presentes, tuvieron que dejar su puesto, no sin antes ser inspeccionados para evitar que pudiesen sacar algún documento importante. Una gran parte de la familia se encontraba fuera de Cuba por Navidad y nunca pudo volver por temor a represalias. 
A partir de esa fecha comenzó un período de desidia y gestión negligente que deterioró muy rápidamente la compañía que había liderado el mercado del ron cubano hasta entonces, deshaciendo lo que había sido una gran integración urbanística de plantas productivas en un entorno urbano, con arquitectura y ajardinamientos muy avanzados para la época. La revolución cubana abandonó los activos de producción, llegando incluso a regalar las barricas de añejamiento, convirtiendo en ruinas la planta que otrora había sido el orgullo de Cárdenas y de Cuba. El Bar Privado fue abandonado y las plantas de producción desocupadas. 
No fue hasta el 15 de octubre de 1960, con la promulgación de la ley 890, de nacionalización mediante expropiación forzosa de todas las empresas industriales y comerciales, que se oficializó el expolio de la compañía. La familia Arechabala (los descendientes directos del fundador), que seguía siendo propietaria del 100% de la compañía y sus activos, nunca recibió ninguna compensación por la nacionalización. 

## Benefactora eminente
Cuando José Arechabala S.A. inauguró el Teatro Arechabala el 20 de abril de 1919, la ciudad de Cárdenas no dudó en nombrar al fundador Hijo Adoptivo de la misma, pero las obras sociales de José Arechabala no se detuvieron ahí. El 19 de mayo de 1945, con motivo de la inauguración del monumento a la bandera cubana que culminaba las obras del litoral de Cárdenas que había sufragado José Arechabala S.A., el entonces Presidente de la República, Dr. Ramón Grau descubría una placa que la declaraba como “Benefactora eminente de la ciudad”. Estas obras habían permitido dragar el puerto de Cárdenas, convirtiéndolo en un polo de desarrollo para la región, al potenciar su posición como puerto más cercano a EE. UU. Ese mismo día se otorgó el nombramiento de José Arechabala S.A. como Gran Oficial del Mérito Comercial por parte del gobierno de Cuba.
Adicionalmente, José Arechabala realizó numerosas obras sociales en el municipio, como el asfaltado de calles, la prestación de servicios de extinción de incendios o el alumbrado. 

## Beneficios para los trabajadores
Los empleados de Arechabala gozaron en todo momento de unos beneficios sorprendentes para la época, que incluso hoy en día resultarían extraordinarios. La planta de Cárdenas disponía de piscina, club social, recinto infantil, balneario o campos de deportes (incluyendo tenis, golf o bolera, entre otros) y en enero de 1945 se inauguró una casa-club en Varadero para los obreros de Arechabala. Adicionalmente, las mejoras que proveía José Arechabala S.A. incluían
- Servicio dental profesional
- Comedor para obreros
- Caja de Auxilio de emergencia
- Academia de corte y costura para los familiares de los obreros
- Becas de estudios para hijos de obreros
- Caja de Pensiones y jubilaciones para empleados
- Sorteo de 2 casas cada año entre los empleados de Arechabala

## Símbolos
José Arechabala S.A. empleó desde sus comienzos como la Vizcaya un emblema con el escudo tradicional de Vizcaya, compuesto por el árbol de Guernica y los lobos que representaban a los López de Haro (fundadores de Bilbao), cebados por su participación en las Navas de Tolosa en 1212. 
Este símbolo aparecía en las etiquetas de todos los productos Arechabala desde los inicios y adornaba los barriles en la solera.
A partir de 1943 se introdujo un cambio en la imagen de Havana Club, de forma que la etiqueta pasó a ser azul y su emblema una combinación del escudo de Vizcaya y del de Bilbao (con el puente de San Antón), en dos cuarteles. Ese diseño era obra de Joseph Binder, un prestigioso diseñador gráfico austríaco que fue muchos años el diseñador de la  US Navy. A finales de 1954 se había producido otro cambio y la etiqueta volvía a una versión similar a la original, con el árbol de Guernica y los lobos.